# Tolérance des plantes aux herbivores
 (janvier 2018).

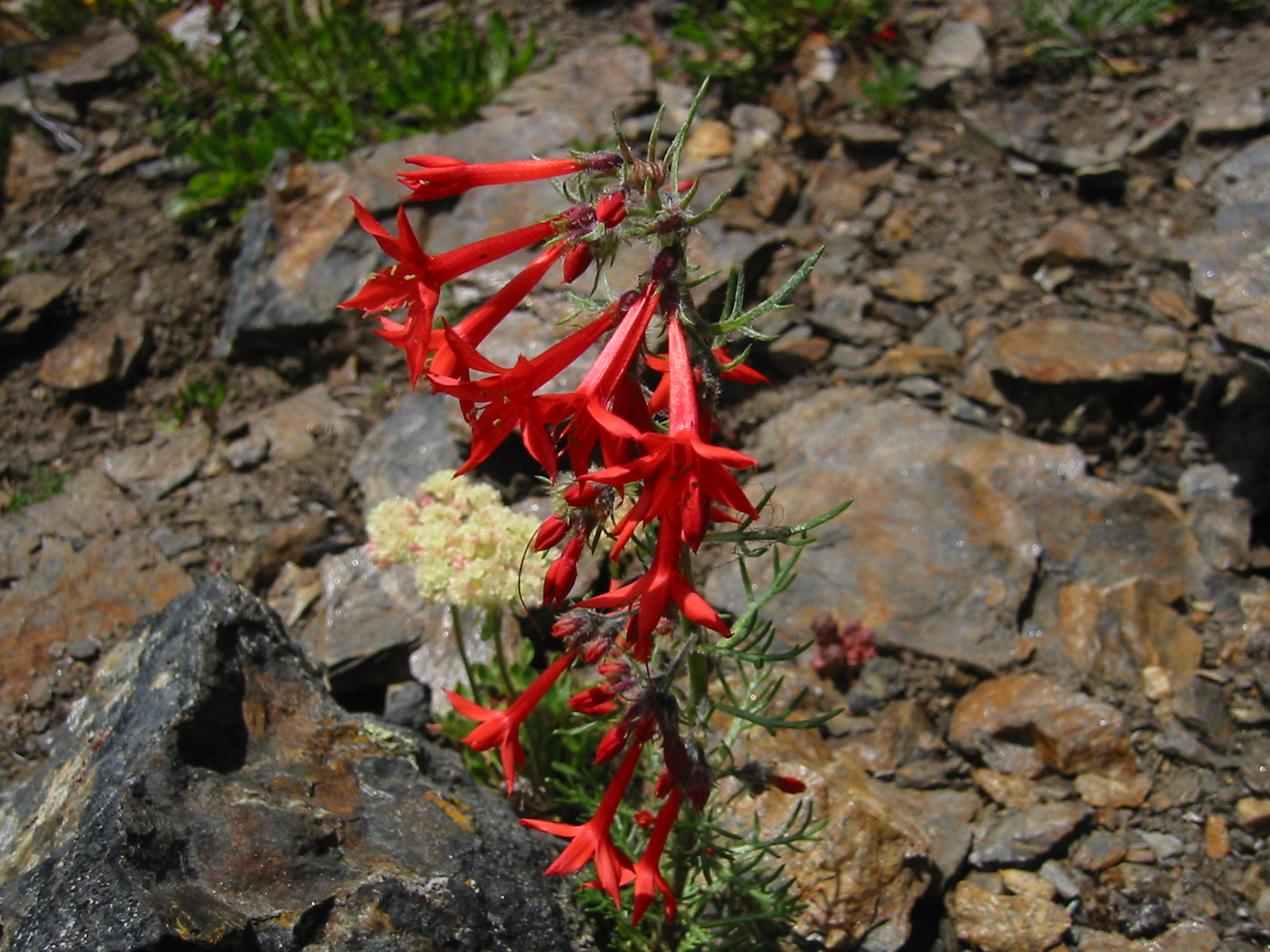
La compensation voire la surcompensation face à la pression d'abroutissement observée chez Ipomopsis aggregata : sous l'effet de la coupe, cette plante semelpare se ramifie, les branches secondaires portant au total 2,4 fois plus de graines (par rapport à la plante non coupée) qui produisent elles-mêmes plus de plantules viables.

La tolérance des plantes aux herbivores est un ensemble de caractères qui réduisent l'impact négatif de l'herbivore sur la vigueur de la plante généralement par un phénomène dit de compensation qui lui permet de répondre négativement (réduction de la photosynthèse) ou positivement (augmentation de la photosynthèse, réallocation des ressources à la reproduction, activation des méristèmes et croissance compensatoire) à l'attaque des ravageurs.
Cette capacité qui se base sur les grands principes des interactions plante-agent pathogène (avec parfois une spirale d'adaptations et de contre-adaptations, résultante de la coévolution antagoniste) a pu être favorisée par la sélection naturelle optimisant la valeur adaptative des plantes en présence d'évènements d'herbivorie. Elle est, avec la résistance des végétaux et l'évitement (comportement qui réduit la probabilité pour la plante d'être découverte, par dissémination des graines, plutôt que leur concentration, par une taille réduite et par une phénologie différente), la principale stratégie de défense des plantes contre les herbivores.

## Mécanismes impliqués dans la tolérance des plantes
De nombreux facteurs intrinsèques aux plantes, tels que le taux de croissance, la capacité de stockage, le taux de photosynthèse, d'allocation des ressources et de l'absorption des nutriments, peuvent influer sur la tolérance des plantes. Des facteurs extrinsèques tels que la nutrition du sol, les niveaux de dioxyde de carbone, les niveaux de lumière, la disponibilité en eau et les relations de compétition ont également un effet sur la tolérance.